# Glikokalix
A glikokalix (más néven pericelluláris mátrix vagy sejthéj) glikoproteinekből és glikolipidekből álló fedőréteg, mely baktériumok, epitélsejtek és sok más sejt sejtmembránját veszi körül. Egy elemzésben írták le 1970-ben.
Az állati epitélsejtek membránjainak külső felszínét körülvevő réteg szabálytalan. Ez a viszkózus réteg a glikokalix, mely a membrán glikolipidjeinek és glikoproteinjeinek szénhidrátcsoportjaiból áll, melyek támasztó molekulák. Általában a membrán glikolipidjeinek szénhidrátcsoportjai segítik e vegyületek sejt–sejt felismerését, kommunikációját és sejtközi kommunikációját.
A glikokalix egy azonosító, melyet a szervezet a saját egészséges sejtjei megkülönböztetésére használ az átültetett szövetektől, a beteg sejtektől és a más élőlényektől. A glikokalix részei sejtadhéziós molekulák, melyek lehetővé teszik a sejtek adhézióját és az embrionális fejlődés alatti mozgásának irányítását. A glikokalix fontos az érrendszer endotél szöveteinek szabályozásában, beleértve a kapillárisokon áthaladó vörösvérsejtek számát.
A kifejezést eredetileg epitélsejteket körülvevő poliszacharid mátrixra használták, de funkcióiról kiderült, hogy ezen túlmutatnak.

## A keringési rendszer endotéliumában
A glikokalix a keringési rendszer endotélsejtjeinek apikális felszínén található, melyek a lument határolják. Az erek bázikus festékkel, például Alcian-kékkel való festésekor a transzmissziós elektronmikroszkópia kis, szabálytalan réteget mutat, mely 50-100 nm-re terjed ki az erek lumenjébe. Egy másik tanulmányban ozmium-tetroxidos festést használtak fagyasztásos szubsztitúcióval, és kiderült, hogy az endotél glikokalix 11 μm vastag is lehet. Jelen van a kapillárisokban, az artériákban és a vénákban is. A glikokalix továbbá számos enzimmel és fehérjével rendelkezik, melyek a leukocita- és trombocita-adhéziót befolyásolják, mivel fő célja a plazma és az érfalak homeosztázisának fenntartása. Ilyen enzimek és fehérjék például:
- Endotél nitrogén-monoxid-szintáz (endotél NOS)
- Extracelluláris szuperoxid-dizmutáz (SOD3)
- Angiotenzin-átalakító enzim
- Antitrombin-III
- Lipoprotein-lipáz
- Apolipoproteinek
- Növekedési faktorok
- Kemokinek

A felsorolt enzimek és fehérjék célja a glikokalix erősítése az ér- és más betegségekkel szemben. A glikokalix továbbá az endotéliumon belül az érfalakat védi a közvetlen véráramtól, és érpermeabilitási gátként szolgál. Védő funkciói univerzálisak az érrendszerben, de fontosságuk érrendszerben lévő helyüktől függően változik. A kis erek szöveteiben a glikokalix a leukocita-adhézió és a koaguláció gátlása révén permeabilitási gát. A leukocitáknak nem szabad az érfalhoz tapadniuk, mivel az immunrendszer fontos részei, melyeknek szükség esetén az élőlény adott részéhez kell menniük. Az artériák szöveteiben a glikokalix a koagulációt és a leukocita-adhéziót nitrogén-monoxid-kibocsátással gátolja. További védő funkciója a keringési rendszerben a kötőszöveti folyadék szűrése a kapillárisokból a kötőszöveti térbe.
A glikokalix proteoglikánok, glikoproteinek és glikolipidek negatívan töltött hálózatából áll. Az érglikokalix luminális felszíne mentén üres, vörösvérsejtek felé zárt réteg van.

## Zavarai és betegségei
A glikokalix érrendszerben betöltött szerepe miatt a zavarai káros hatásokkal járnak, melyek akár betegséghez is vezethetnek. Egyes atheromaokozó hatások az érrendszer érzékenységének növekedéséhez vezethetnek. A glikokalix zavarát okozhatja hiperglikémia vagy oxidált alacsony sűrűségű lipoprotein (LDL), ami atherothrombosist okoz. A kis erekben a glikokalix nem megfelelő működése a folyadékegyensúly hiányát okozhatja, ami ödémával is járhat. Az artériák szövetében a glikokalix zavara gyulladást és atherothrombosist okoz.
Kísérletek is történtek a glikokalix megváltozásával vagy sérülésével kapcsolatban. Egy tanulmány izolált perfúziós szívmodellt használt az érgátrész állapotának észlelésére, és megkísérelt glikokalix-leválást okozni a permeabilitással való összefüggésének vizsgálatára. A glikokalix hipoxiás perfúziójáról kiderült, hogy az endotél gát lebomlásához vezetett a vérkeringés megszűnése (ischaemiás hipoxia) és az oxigénszint-csökkenés (hipoxiás hipoxia). A glikokalix lebomlását gyulladásos hatások, például tumornekrózis-faktor α is okozhatja. Hatástól függetlenül a glikokalix lebomlása az ér permeabilitásának jelentős – egyes fehérjéknél 40-700%-os – növekedésével jár. A permeábilis érfalak hátrányosak, ugyanis lehetővé teszik káros antigének áthaladását.
Az endotél glikokalix károsodásának további okai lehetnek egyes patológiai körülmények, például a gyulladás, a hyperglycaemia, az ischaemia-reperfusio vagy a vírusfertőzés.
A folyadékok nyírófeszültsége is probléma lehet a glikokalix lebomlásakor. E súrlódás miatti feszültséget a vérnek a lumen határa menti mozgása okozza. Történt kísérlet az ok meghatározására. A kezdeti mérést intravitális mikroszkópiával végezték, mely alapján a glikokalix 1 μm vastag lassú plazmaréteg volt. A festés kis sérülést okozott a glikokalixnak, de ez növelte a kapillárisok hematokritértékét. Így a fluoreszcenciás fénymikroszkópia nem használható a glikokalix tanulmányozására a festés miatt. A glikokalix vastagsága csökkenthető oxidált LDL-lel való kezeléssel is. E hatások más tényezők mellett sérülést okozhatnak a glikokalixnak. Tehát a glikokalix fontos a keringési rendszer egészségében.

## Baktériumokban és a természetben

A glikokalix (6) a baktériumokban kapszulaként (erősen sejtfalhoz rögzített poliszacharidok) vagy nyálkarétegként (lazán rögzített glikoproteinek) létezhet.

A glikokalix (szó szerint „cukorbevonat” (a görög γλυκυς, édes és καλυξ, héj szavakból) poliszacharid hálózat, mely a baktériumok sejtfelszínéből indul, így minden baktériumsejt felszínének sejtfalon kívüli része. Az elkülönülő, zselatinszerű glikokalix a kapszula, a szabálytalan, diffúz réteg a nyálkaréteg. E bevonat víztartalma nagy, és ruténiumvörössel festhető.
A természetes ökoszisztémákban élő baktériumokat glikokalixszal körbezárt mikrokolónia veszi körül. Ez a baktériumot megvédi a fagocitáktól kapszulakészítéssel vagy a baktérium biofilmek általi rögzítésével reakcióba nem lépő felületekhez, például fogakhoz vagy kőzethez (például a Streptococcus pneumoniae magát tüdősejtekhez, nem baktérium prokariótákhoz vagy más baktériumokhoz tapadhat, egyesítve a glikokalixokat, így körülvéve a kolóniát).

## A bélrendszerben
A bélrendszer microvillusainak apikális részén is található glikokalix, különösen a vékonybélben. Ez 0,3 μm-es hálózatot alkot savas mukopoliszacharidokból és glikoproteinekkel, melyek az epitél felszívósejtek apikális plazmamembránjából indulnak ki. További adszorpciós felületet ad, és a fehérjék és cukrok emésztésének végéhez szükséges, az abszorpciós sejtek által elválasztott enzimeket tartalmazza.

## További általános funkciók
- Párnázza és védi a plazmamembránt a kémiai sérülésektől
- Engedi az immunrendszernek az idegen élőlények felismerését és szelektív támadását
- A ráksejtek glikokalixának változásai lehetővé teszi az immunrendszernek azok felismerését és megszüntetését.
- Átültetés-kompatibilitás: A vérátömlesztések, allograftok és szervátültetések kompatibilitásának alapját képezik.
- Sejtadhézió: Összekapcsol sejteket, így azok nem válnak szét
- Gyulladásszabályzás: Az erek endotéliumának glikokalixa akadályozza a leukociták gurulását/kapcsolódását egészséges állapotban.[19]
- Lehetővé teszi a spermiumok petesejt-felismerését és összekapcsolódását[20]
- Az embriósejteket célállomásuk felé irányítja.

## Fordítás
Ez a szócikk részben vagy egészben  a   Glycocalyx című angol Wikipédia-szócikk ezen változatának fordításán alapul.  Az eredeti cikk szerkesztőit annak laptörténete sorolja fel. Ez a jelzés csupán a megfogalmazás eredetét és a szerzői jogokat jelzi, nem szolgál a cikkben szereplő információk forrásmegjelöléseként.